# 81971 Туронклавер
81971 Туронклавер (81971 Turonclavere) — астероїд головного поясу, відкритий 22 серпня 2000 року.
Тіссеранів параметр щодо Юпітера — 3,134.